# بر أفتاب العليا غلال (تشين)
بر أفتاب العلیا غلال (بالفارسية: برآفتآب علیاگلال) هي قرية تقع في إيران في قسم تشین الريفي.